# ФК Нюри Сити
ФК Нюри Сити (на английски: Newry City F.C.) е североирландски футболен отбор от едноименния град Нюри.

## Постижения
- Бронзови медали – шампионат на Северна Ирландия (1 път): 1928
- Финалист – Купа на Северна Ирландия (2 пъти): — 1990, 2009